# Berberis chilensis
Berberis chilensis là một loài thực vật có hoa trong họ Hoàng mộc. Loài này được Gillet mô tả khoa học đầu tiên năm 1833.